# クレムソン・タイガース

クレムソン・カラーのACCのロゴ

クレムソン・タイガース（英: Clemson Tigers）は、アメリカ合衆国のクレムソン大学のスポーツ競技チーム。NCAAディビジョンI所属。
1896年に創部し、フットボール・男子サッカー・男子ゴルフでは複数回の優勝実績を持つ。1953-54シーズンよりACCのオリジナルメンバーとして在籍している。

## 競技チーム
| 男子スポーツ                            | 女子スポーツ     |
| --------------------------------------- | ---------------- |
| 野球                                    | ソフトボール     |
| バスケットボール                        | バスケットボール |
| クロスカントリー                        | クロスカントリー |
| サッカー                                | サッカー         |
| フットボール                            | バレーボール     |
| ゴルフ                                  | ゴルフ           |
| テニス                                  | テニス           |
| 陸上†                                   | 陸上†            |
|                                         | 体操             |
|                                         | ラクロス         |
|                                         | ローイング       |
| †屋外競技チームと室内競技チームがある。 |                  |